# 晶晶書庫
晶晶書庫是1999年1月1日創立於臺灣臺北市的LGBT主題書店，採合夥事業型態經營。是華人地區第一家同性戀主題書店。長期參與台灣同志遊行，爭取台灣同志權益，是台灣同志運動的重要代表象徵。

## 歷史
- 1999年1月1日晶晶事業由一群非血緣家族的團隊夥伴創立，是台灣同志運動的重要精神指標。在當初創立的時空背景下，男同志只有夜行權，女同志更幾乎是沒有屬於自己的空間。晶晶打破一般異性戀的二元思維，創造一個屬於男同志、女同志、跨性別、雙性戀，以及對性別議題友善人士的空間，希望藉由融合多元顧客的組成，以期達到與來客的溝通，進而與社會對話。以當時台灣文化背景與企業經營實務上的考量，初步以書籍、影音類商品作為主要傳遞多元文化理念的具體呈現。
- 2000年同志主題咖啡館「晶晶咖啡館」開幕，2003年結束營業。
- 2001年一月間，晶晶書庫大片落地玻璃窗被砸毀[2]。
- 2001年同志主題藝廊「晶晶藝廊」開幕，2005年與書庫合併。
- 2003年台灣首次同志大遊行，成為當年台北市政府主辦、同志團體協辦的「台北同玩節」活動項目之一，但自2004年開始同志大遊行便與「台北同玩節」脫鈎，完全由民間的同志社群自行獨立策劃主辦。晶晶書庫為台灣同志大遊行發起人之一，晶晶自首屆同志大遊行開始，參與及贊助台灣同志大遊行。
- 2011年獲得台北市政府邀請，參與台北市首次的同志業務會報。
- 2011年4月發動連署呼籲政治人物停止歧視同志言論，主要重點有四：

一、性傾向公開與否 應尊重個人選擇。 
二、看見同志處境 不要成為歧視的幫凶。 
三、不良示範將使青少年同志處境困難。 
四、關注同志政策而非消費同志議題。
- 2011年起舉辦「同志文創季」。
- 2012年台灣與香港官方文化交流活動「台灣月」，代表台灣赴香港分享同志文化的發展與經驗分享。
- 2013年12月晶晶發表聲明，呼籲政府與政治人物應該站人權的高度思考，正視同志的婚姻平權，不該縱容散播仇恨言論的個人及團體踐踏台灣人權，罔顧同志族群追求平等的權利，應有實際的政策方向與積極作為，持續推動台灣成為亞洲第一個婚姻平權的先進國家。
- 2014年晶晶提倡LGBTs，多元性別自由主義，多種多樣貌的性別存在，打破現今主流社會霸權對多元同志群族的【刻版印象多樣化】與【刻版標籤多樣化】的思維，主張每個人都是特別的，進步的公民社會下，更應該有每一個人都擁有個體的自主權、自由度與參與權、溝通上多一份體貼、同理心與關懷!(LGBTs如同英語的書Book，多種樣貌的書籍Books，無須過度繁複，而是一份自由度的精神)

### 晶晶妨害風化官司案
- 2003年3月晶晶書庫從香港進口男性寫真雜誌，遭基隆關稅局查扣，函請基隆地檢署偵辦。8月基隆刑事組檢警人員持搜索票進入晶晶書庫，查扣「猥褻刊物」，帶走5百多本封套完整、貼有警告標語之男體寫真雜誌。
- 2004年6月晶晶書庫遭基隆地方法院檢察署以刑法235條「猥褻罪」提起公訴。2005年5月基隆地方法院宣判，晶晶書庫負責人拘役50天，得易科罰金。晶晶向台灣高等法院提起上訴。12月晶晶妨害風化官司上訴案遭台灣高等法院駁回，全案定讞不得上訴，得易科罰金新台幣4萬5千元[3]。
- 2006年2月27日，晶晶書庫與其他民間團體組成「廢刑235行動聯盟」；6月27日(石墙骚乱紀念日)，廢刑235行動聯盟聲請大法官釋憲，推動廢除或修改刑法235條散布猥褻物品罪。10月26日，大法官作出釋字第617號解釋，雖未判定違憲，卻對猥褻做出進一步的限縮與解釋[4]。

## 資料來源
1. ↑  . 臺北旅遊網. 2019  [2020-03-19]. （原始内容存档于2020-04-11）.
2. ↑  勾奇特攻隊. . 台灣蘋果日報. 2004-02-15  [2016-07-06]. （原始内容存档于2016-08-14）.
3. ↑  孫友廉、鄭學庸. . 自由時報. 2005-12-03  [2014-10-22]. （原始内容存档于2014-10-22）.
4. ↑  劉志原. . 自由時報. 2006-10-27  [2014-10-22]. （原始内容存档于2014-10-22）.

## 外部連結
- 晶晶書庫官方網站 （页面存档备份，存于）